# Paramount+
Paramount+ é um serviço online de streaming norte-americano de vídeo sob demanda por assinatura (over-the-top) lançado em 2014, de propriedade e operado pela Paramount Streaming (divisão da Paramount Global). Oferece conteúdo original, conteúdo recém-transmitido nas propriedades de transmissão da CBS e conteúdo da biblioteca da Paramount Global. Nos Estados Unidos, muitos mercados oferecem uma transmissão ao vivo do canal principal da afiliada local da CBS. Em 5 de novembro de 2020, tinha 17,9 milhões de assinantes.
O serviço foi lançado pela primeira vez nos Estados Unidos em 28 de outubro de 2014 como CBS All Access. Inicialmente, se concentrou na transmissão ao vivo da programação da CBS e de suas afiliadas locais, bem como no acesso sob demanda de programas da emissora. Sua programação começou a se expandir em 2016, com adição dos realitys Big Brother, The Good Fight e a nova série de televisão de Star Trek chamada Star Trek: Discovery. O serviço também começou a se expandir para outros mercados, incluindo Canadá e Austrália (este último em conjunto com a Network 10 recém-adquirida pela CBS).
Em novembro de 2019, a CBS fundiu-se com a empresa Viacom para formar a ViacomCBS (atualmente chamada de Paramount Global). Durante o ano de 2020, foram anunciados diversos planos para integrar conteúdo das marcas da Viacom Media Networks (incluindo Comedy Central, MTV, Nickelodeon, entre outras) e Paramount Pictures na CBS All Access. Uma expansão de mercado e um relançamento do serviço com um novo nome também foram anunciados.
O novo serviço chamado agora de Paramount+ iniciou o seu rebranding em 4 de março de 2021 no Estados Unidos, América Latina e Brasil, seguido pela Europa em 25 de março de 2021 e Austrália em meados de 2021.

## História

### Começo (2014–2019)

Logotipo do CBS All Access, utilizado de 28 de outubro de 2014 a 4 de março de 2021.

O CBS All Access foi lançado em 28 de outubro de 2014, com preço de US$5,99 por mês com publicidade e US$9,99 por mês sem. Anunciado em 16 de outubro de 2014, como a primeira oferta over-the-top (OTT) por uma rede de televisão americana, o serviço abrangia inicialmente o portal de streaming existente da rede em CBS.com e seu aplicativo móvel para smartphones e tablets; O CBS All Access tornou-se disponível no Roku em 7 de abril de 2015 e no Chromecast em 14 de maio de 2015. Além de fornecer episódios completos do passado e do presente dos programas da CBS, o serviço permite streams de programação ao vivo de afiliados locais da CBS em 194 mercados que alcançam 92% dos Estados Unidos (incluindo estações de propriedade da Sinclair Broadcast Group, Hearst Television, Tegna Media, Nexstar Media Group, Meredith Corporation, Griffin Communications, Grey Television, Weigel Broadcasting e Cox Media Group e o grupo de lançamento da CBS Television Stations), incluindo esportes da SEC e da NFL; no entanto, devido à ausência de direitos de transmissão, alguns eventos esportivos não são transmitidos no serviço (principalmente envolvendo eventos da PGA Tour, alguns jogos de pré-temporada da NFL programados localmente e programas selecionados mediados por meio da CBS Sports Spectacular), juntamente com programação distribuída e paga limitada onde apenas uma licença de transmissão local para transmitir o programa é permitida e os direitos de transmissão na web são retidos pelo sindicador ou produtor do infomercial. Pela própria natureza de ser ao vivo, o streaming de um afiliado local inclui toda a publicidade, mesmo com o plano sem comerciais.
Em 1 de dezembro de 2016, a CBS anunciou um acordo com a NFL para permitir a liberação de jogos regionais da NFL transmitidos pela CBS no CBS All Access a partir da Semana 13 da temporada da NFL de 2016. Na época, os jogos estavam bloqueados em dispositivos dispositivos móveis que não eram da Verizon Wireless devido ao acordo de exclusividade daquele provedor como parte do patrocínio de seu "provedor sem fio oficial" da liga. Na temporada da NFL de 2018, um novo acordo com a Verizon encerrando essa exclusividade passou a permitir que o CBS All Access transmitisse jogos para todos os dispositivos móveis; Os jogos do Super Bowl são executados na CBS All Access sem a necessidade de qualquer autenticação.
Em fevereiro de 2017, o serviço tinha quase 1,5 milhões de assinantes. Em agosto de 2017, a CBS revelou planos de expandir o CBS All Access para mercados fora dos Estados Unidos. O Canadá foi anunciado como o primeiro mercado internacional a receber o serviço. Os planos de lançamento na Austrália seguiram-se rapidamente, como resultado da compra da rede de transmissão aberta Network 10 pela CBS.
Em setembro de 2017, Star Trek: Discovery estreou no streaming da CBS, e eles também registraram um número recorde de assinaturas depois disso. Os registros foram o maior número de registros de assinatura de um único dia, semana e mês desde o início da rede do streaming. Eles relataram que o recorde anterior em um único dia foi alcançado pela cobertura da cerimônia de premiação do Grammy Awards de 2017. A CBS foi notada por aproveitar a base de fãs de Star Trek, que estava disposta a obter o serviço apenas para ver a série.
Estimulado por Star Trek: Discovery, o CBS All Access alcançou mais de 2 milhões de assinantes no início de 2018. O Grammy Awards de 2018 também impulsionou as assinaturas, marcando o segundo maior dia para novas assinaturas após a estreia de Discovery. Em abril de 2018, o CBS All Access foi disponibilizado fora dos Estados Unidos pela primeira vez quando foi lançado no Canadá.
O serviço foi lançado na Austrália em dezembro de 2018 como 10 All Access. Ele opera junto com o serviço gratuito de atualização e transmissão ao vivo 10 Play e contém uma mistura de programação da Network 10 e CBS. Os programas da CBS são disponibilizados no All Access antes de serem transmitidos nos canais da Network 10. 10 All Access é comercial-free e ao contrário do CBS All Access, tem apenas uma faixa de preço.
Em janeiro de 2019, a CBS relatou seu maior aumento de assinantes em um fim de semana, um aumento de 72% em relação à estreia de Discovery, creditando a estreia da segunda temporada da série e o AFC Championship Game daquela semana (que também trouxe ao serviço seu maior público de streaming para um jogo de futebol). O Super Bowl LIII ultrapassaria esse recorde apenas algumas semanas depois, com a CBS relatando um aumento de 84% no número de novos assinantes.

### ViacomCBS e relançamento como Paramount+ (2019–presente)
Em 25 de novembro de 2019, como parte da fusão entre a CBS Corporation e a Viacom, o CBS All Access anunciou a inclusão da programação da Nickelodeon, como parte de um lançamento mais amplo de programação infantil no serviço, com outros parceiros, incluindo a Boat Rocker Studios e WildBrain.
Em 6 de fevereiro de 2020, a CNBC informou que a ViacomCBS estava em discussões para lançar uma oferta de streaming premium maior, combinando o CBS All Access com conteúdo da Paramount Pictures, a divisão da Domestic Media Networks e a Pluto TV. O serviço incluiria uma camada sem anúncios e uma camada premium que inclui o serviço de streaming da Showtime. A empresa manteria suas plataformas de streaming existentes, enquanto comercializaria o novo serviço para os usuários desses outros serviços. A ViacomCBS descreveu parcialmente esses planos em uma chamada de ganhos corporativos em 20 de fevereiro de 2020, afirmando que o serviço de All Access expandido teria uma abordagem de "house of brands" para o conteúdo e serviria como uma oferta intermediária complementando a Pluto TV (que permaneceria um serviço gratuito) e o serviço OTT da Showtime, "adicionando uma ampla oferta de pagamento, construída sobre a base [All Access]." O serviço expandido incluirá conteúdo da MTV, Nickelodeon, Comedy Central, BET e Smithsonian Channel, bem como uma biblioteca de 30.000 episódios de séries de televisão e até 1.000 títulos de filmes das divisões de cinema e televisão da Paramount e da CBS Television Distribution, e expandidos ao vivo notícias e ofertas esportivas. Nenhum plano de preços ou datas firmes para expansão de conteúdo foram divulgados, embora um "[re]lançamento suave" ocorra no final de 2020. A ViacomCBS também continuará a licenciar seu conteúdo de TV e filme para plataformas de streaming concorrentes.
Em 7 de maio de 2020, o CBS All Access começou a adicionar mais filmes ao serviço, começando com mais de 100 da Paramount Pictures, e a ViacomCBS anunciou que o CBS All Access se expandirá internacionalmente dentro de doze meses. Em 30 de julho de 2020, o CBS All Access adicionou vários programas da ViacomCBS Domestic Media Networks, introduziu uma nova interface de usuário com "hubs" para diferentes marcas e revelou que Kamp Koral: SpongeBob's Under Years (anteriormente planejado para estrear na Nickelodeon) iria estrear no serviço em 2021. Com a expansão, também foi anunciado que o serviço seria reformulado no início de 2021 para se separar das plataformas da CBS, e que havia planos para adicionar vários perfis de usuário e controles dos pais no final de 2020.
Em 15 de setembro de 2020, foi anunciado que a CBS All Access seria rebatizado como Paramount+ no início de 2021, e que planejava realizar mais expansão internacional com o novo nome. O CEO da ViacomCBS, Bob Bakish, afirmou que a Paramount era "uma marca icônica e famosa por consumidores em todo o mundo e é sinônimo de qualidade, integridade e narrativa de classe mundial". Várias novas séries também foram anunciadas para o serviço, incluindo a série de crimes reais The Real Criminal Minds, MTV's Behind the Music – The Top 40, uma revivificação da série The Game da BET, Lioness de Taylor Sheridan e The Offer — um drama baseado nas experiências de Albert S. Ruddy ao filmar The Godfather. Em 19 de janeiro de 2021, foi anunciado que a Paramount+ seria lançada em 4 de março de 2021, com informações sendo divulgadas em 24 de fevereiro durante um evento para investidores.

## Assinantes
| Assinantes          | A partir de       | Ref    |
| ------------------- | ----------------- | ------ |
| Mais de 100,000     | Início de 2015    | [ 42 ] |
| Cerca de 1,2 milhão | Dezembro de 2016  | [ 43 ] |
| Quase 1,5 milhão    | Fevereiro de 2017 | [ 20 ] |
| Mais de 2 milhões   | Início de 2018    | [ 44 ] |
| 2,5 milhões         | Agosto de 2018    | [ 2 ]  |
| 4 milhões           | Fevereiro de 2019 | [ 45 ] |
| Cerca de 8 milhões  | Dezembro de 2020  | [ 46 ] |
| 39,6 milhões        | Maio de 2022      |        |
| Cerca de 56 milhões | Janeiro de 2023   |        |
| 61 milhões          | Agosto de 2023    |        |

## Programação

### Programação original
Em 2 de novembro de 2015, foi anunciado que a primeira série original do CBS All Access original será uma nova versão de Star Trek em janeiro de 2017, que não terá relação com Star Trek Beyond, filme lançado em 2016.
Em 18 de maio de 2016, foi anunciado que The Good Wife iria ganhar um spin-off, que foi ao ar exclusivamente na CBS All Access em 2017.
Em 2 de agosto de 2016, foi anunciado que a versão online do Big Brother iria ir ao ar na CBS All Access na segunda metade de 2016. O anúncio marcou a primeira série de televisão da CBS feita para ir ao ar exclusivamente em uma plataforma de streaming. É esperado que o programa seja o primeiro reality show a ser transmitido exclusivamente através de uma plataforma de streaming. Em 10 de agosto de 2016, a CBS anunciou que Julie Chen iria continuar como apresentadora, e revelou que a temporada será chamada de Big Brother: Over the Top.
Em dezembro de 2020, foi anunciado um revival homônimo da série iCarly exclusivo para a Paramount+ que em outubro de 2023 foi cancelada em 3 temporadas. A série foi lançada em 17 de julho de 2021 nos Estados Unidos.

### Arquivos de programas
Os episódios mais recentes dos programas da rede geralmente estão disponíveis em CBS.com e no CBS All Access no dia seguinte após a transmissão original.
O CBS All Access fornece o catálogo completo de volta da maioria de suas séries atuais, incluindo "empilhamento de direitos" de temporadas completas (com a exceção de algumas séries, como The Big Bang Theory, que a CBS possui direito apenas aos "últimos cinco" episódios devido a Warner Bros. ainda reter todos os outros direitos como distribuidora da série), como também uma ampla seleção de episódios de séries classicas da bibloteca de programas da CBS Television Distribution – incluíndo programas que anteriormente pertenciam a Paramount Television antes da aquisição pela CBS de sua biblioteca de programação através da divisão da CBS-Viacom (incluíndo o catálogo de episódios completos de programas como Star Trek, Cheers, MacGyver, Twin Peaks e CSI: Miami) para assinantes do serviço. O CBS All Access também possui recursos de por trás das cenas de programas e eventos especiais da CBS, e (com a estreia da 17.ª temporada em junho de 2015) links ao vivo e conteúdo especial do reality show Big Brother. Também possui uma parceria para conteúdo infantil com a empresa canadense WildBrain.

### Na Pluto TV
A partir de março de 2021, os destaques do streaming Paramount+ passaram a ser exibidos no canal da Pluto TV na aba "Paramount+ Apresenta".

### Transmissões Esportivas
Em 2021, a emissora adquiriu os direitos do Campeonato Brasileiro de Futebol pela Série A, realizando a cobertura nos Estados Unidos. Também transmitiu alguns torneios da UEFA, Concacaf, entre eles as Eliminatórias da Copa do Mundo e os campeonatos italiano, argentino e feminino norte-americano no país. Além do Brasileirão, cobre também a Premier League pela América Central.
Em 2022, adquiriu os direitos da Copa Libertadores da América e Copa Sul-Americana para toda a América Latina (incluindo o Brasil) pelo quadriênio 2023—2026, a final será exibida em VT.

## Direitos de Transmissão no Brasil

### Futebol
- Copa Libertadores da América[56] (2023 a 2026)
- Copa Sul-Americana[56] (2023 a 2026)
- Copa Libertadores da América de Futebol Feminino[57] (2023 a 2026)
- CONMEBOL Libertadores Futsal[57] (2024 a 2026)
- Copa Libertadores de Futebol de Areia[57] (2024 a 2026)
- CONMEBOL Libertadores Futsal Feminino[57] (2024 a 2026)
- Copa Libertadores de Futebol de Areia Feminino[57] (2024 a 2026)
- CONMEBOL E-Libertadores[57] (2024 a 2026)

### Serviços
- Amazon Video
- Disney+
- Discovery+
- HBO Max
- HBO Now
- Hulu
- Netflix
- Pluto TV
- Star+